# EP u hokeju na travi 2007., razred Challenge II
Europsko prvenstvo u hokeju na travi za muške 2007., razreda "Challenge II" (četvrti jakosni razred) se održalo u Sloveniji, u Predanovcima.
Održao se od 9. do 15. rujna 2007.

## Sudionici
Sudionici su bili: Bugarska,  Finska, Litva, Slovenija, Slovačka, Srbija i Turska.
Malta je povukla svoju prijavu za sudjelovanje na prvenstvu razreda "Challenge II" 2007.
Sudionici su bili razvrstani u dvije natjecateljske skupine:

Skupina "A": Bugarska, Srbija, Turska

Skupina "B": Finska, Slovačka, Slovenija, Litva

## Natjecateljski sustav
Natjecanje se održava u dva dijela.

U prvom dijelu se momčadi natječu u skupinama, u kojima se igra po jednostrukom ligaškom sustavu. 

U drugom dijelu momčadi iz dviju skupina igraju unakriž u borbi za poredak.

Prve dvije momčadi iz obiju skupina odlaze u borbu za viši poredak i osvajanje prva dva mjesta, koja daju pravo sudjelovanja višem natjecateljskom razredu na idućem europskom prvenstvu. 

Momčadi koje izgube u poluzavršnici, odlaze u borbu za 3. mjesto, a pobjednice su osigurale promicanje u viši razred. Također, i pobjednice iz poluzavršnice igraju za poredak, za 1. mjesto.

Zadnje dvije momčadi iz "B" i zadnja iz "A" skupine odlaze u borbu za poredak od 5. do 7. mjesta. Te tri momčadi tvore skupinu "C", u kojoj igraju međusobno po jednostrukom ligaškom sustavu, a ishodi međusobnih susreta iz prvog dijela se prenose.

## Rezultati

### Faza u skupini

#### Skupina "A"
| Momčad   | Ut | Pb | N | Pz | Pri | Pos | Bod |
| -------- | -- | -- | - | -- | --- | --- | --- |
| Turska   | 2  | 1  | 1 | 0  | 6   | 3   | 4   |
| Srbija   | 2  | 1  | 1 | 0  | 6   | 4   | 4   |
| Bugarska | 2  | 0  | 0 | 2  | 1   | 6   | 0   |

| 10. rujna | Turska | Bugarska | 3 : 0 | (0 : 0) |
| 11. rujna | Turska | Srbija   | 3 : 3 | (3 : 2) |
| 12. rujna | Srbija | Bugarska | 3 : 1 | (1 : 0) |

#### Skupina "B"
| Momčad    | Ut | Pb | N | Pz | Pri | Pos | Bod |
| --------- | -- | -- | - | -- | --- | --- | --- |
| Slovenija | 3  | 2  | 1 | 0  | 15  | 3   | 7   |
| Litva     | 3  | 2  | 1 | 0  | 7   | 4   | 7   |
| Slovačka  | 3  | 1  | 0 | 2  | 3   | 6   | 3   |
| Finska    | 3  | 0  | 0 | 3  | 1   | 13  | 0   |

| 9. rujna  | Slovenija | Slovačka | 4 : 1 | (0 : 1) |
|           | Litva     | Finska   | 3 : 1 | (1 : 0) |
| 11. rujna | Slovačka  | Finska   | 1 : 0 | (0 : 0) |
|           | Slovenija | Litva    | 2 : 2 | (1 : 1) |
| 12. rujna | Slovenija | Finska   | 9 : 0 | (4 : 0) |
|           | Litva     | Slovačka | 2 : 1 | (2 : 0) |

### 2. dio - natjecanja za poredak
| Momčad   | Ut | Pb | N | Pz | Pri | Pos | Bod |
| -------- | -- | -- | - | -- | --- | --- | --- |
| Slovačka | 3  | 2  | 0 | 0  | 4   | 2   | 6   |
| Bugarska | 3  | 1  | 0 | 1  | 6   | 3   | 3   |
| Finska   | 3  | 0  | 0 | 2  | 0   | 5   | 0   |

| Za 5. do 7. mjesto - skupina "C"      | Za 5. do 7. mjesto - skupina "C"      | Za 5. do 7. mjesto - skupina "C"      |               |
| Prenose se rezultati iz prvog dijela. | Prenose se rezultati iz prvog dijela. | Prenose se rezultati iz prvog dijela. |               |
| ------------------------------------- | ------------------------------------- | ------------------------------------- | ------------- |
| 14. rujna                             | Bugarska                              | Finska                                | 4 : 0 (1 : 0) |
|                                       |                                       |                                       |               |
| 15. rujna                             | Slovačka                              | Bugarska                              | 3 : 2 (3 : 1) |

#### Borba za viši natjecateljski razred
| Poluzavršnica | Poluzavršnica | Poluzavršnica |                      |
| ------------- | ------------- | ------------- | -------------------- |
| 14. rujna     | Slovenija     | Srbija        | 6 : 0 (2 : 0)        |
|               | Turska        | Litva         | 3 : 2 (2 : 2, 2 : 0) |
| Za 3. mjesto  |               |               |                      |
| 15. rujna     | Srbija        | Litva         | 6 : 1 (2 : 0)        |
| Završnica     |               |               |                      |
| 17. rujna     | Slovenija     | Turska        | 5 : 0 (4 : 0)        |

## Konačna ljestvica
| Mj. | Država    |
| --- | --------- |
| 1.  | Slovenija |
| 2.  | Turska    |
| 3.  | Srbija    |
| 4.  | Litva     |
| 5.  | Slovačka  |
| 6.  | Bugarska  |
| 7.  | Finska    |

Slovenija i Turska su izborile pravo promicanja u viši natjecateljski razred europskog prvenstva, razred "Challenge I".